# Stellaria cryptopetala
Stellaria cryptopetala là loài thực vật có hoa thuộc họ Cẩm chướng. Loài này được Griseb. miêu tả khoa học đầu tiên.